# Giuliano Sarti
Giuliano Sarti (Castello d'Argile, 2 ottobre 1933 – Firenze, 5 giugno 2017) è stato un calciatore e allenatore di calcio italiano, di ruolo portiere.
Considerato uno dei migliori portieri nella storia del calcio italiano, ha trascorso i migliori anni della propria carriera con le maglie di Fiorentina e Inter, conquistando complessivamente 3 scudetti, una Coppa Italia, 2 Coppe dei Campioni, 2 Coppe Intercontinentali e una Coppa delle Coppe, oltre ad una Coppa Grasshoppers.
L'IFFHS lo ha annoverato tra i più forti portieri europei del XX secolo, collocandolo in 43ª posizione.

## Caratteristiche tecniche
Portiere «geometrico», con un'interpretazione del ruolo priva di fronzoli e improntata sul senso della posizione, Sarti spiccava per la capacità di compiere interventi efficaci senza dover ricorrere a gesti atletici particolarmente vistosi; caratteristica, questa, per la quale fu ribattezzato Portiere di ghiaccio dalla stampa specializzata e Hombre de la revolución da Helenio Herrera. Il suo stile di gioco, che negli anni seguenti trovò in Dino Zoff il più autorevole successore, gli consentì di sostituire tra i pali dell'Inter il più acrobatico e spettacolare Lorenzo Buffon senza farlo rimpiangere. Efficace anche nelle uscite, era inoltre avvezzo a seguire l'andamento dell'azione e ad «accorciare la distanza dal resto della squadra», ritenendosi in tal senso un innovatore del ruolo.

## Carriera

### Giocatore

#### Club

##### Esordi e Fiorentina
Dopo essere cresciuto nel San Matteo della Decima, in Seconda Categoria, nella Centese e nella Bondenese, con la quale giocò titolare nel campionato di Promozione Regionale, arrivò nel 1954 alla Fiorentina assieme a Raul Tassinari. Con la squadra viola esordì in Serie A il 24 aprile 1955 contro il Napoli; all'inizio del campionato seguente, ventiduenne, si ritrovò titolare al posto di Leonardo Costagliola: era il campionato 1955-1956 e con lui fra i pali la Fiorentina vinse il suo primo scudetto, perdendo una sola partita all'ultima giornata contro il Genoa.
Lo scudetto portò la Fiorentina a disputare la Coppa dei Campioni, appena istituita, e i viola persero in finale contro il Real Madrid; la prova di Sarti, molto positiva nonostante la sconfitta, gli valse le lodi di Alfredo Di Stéfano. Nei quattro campionati dopo quello vinto la formazione toscana si piazzò regolarmente seconda, con Sarti saldo titolare. Dal 1958 il suo secondo diventò Enrico Albertosi, all'inizio della carriera. Con la Fiorentina conquistò poi anche una Coppa Grasshoppers nel 1957, una Coppa Italia e una Coppa delle Coppe, entrambe nel 1961; fu inoltre finalista nella Coppa delle Coppe 1961-1962 e nelle edizioni di Coppa Italia del 1958 e del 1959-1960.

##### Inter
Nell'estate del 1963 passò all'Inter di Helenio Herrera, che si era imposta in campionato l'anno precedente. Nella prima stagione perse lo spareggio-scudetto con il Bologna, vincendo la Coppa dei Campioni, bissata l'anno successivo. Presto arrivarono anche le vittorie in campionato, con gli scudetti del 1964-1965 e 1965-1966. Con i nerazzurri si aggiudicò anche due Coppe intercontinentali, nel 1964 e nel 1965.
Nel 1966-1967, dopo un'annata condotta sempre in testa, l'Inter perse sia la finale di Coppa dei Campioni a Lisbona con il Celtic – nonostante un'eccellente prestazione di Sarti –, sia lo scudetto a causa di una sconfitta nell'ultima partita della stagione, in trasferta, contro il Mantova: in quest'ultimo incontro passò alla storia il suo errore nel decisivo 1-0 avversario, giunto «dopo una stagione ricca di prodezze»; avvenimento che relegò 
l'Inter al secondo posto a vantaggio della Juventus di Heriberto Herrera.

##### Juventus e ritiro

Sarti alla Juventus nel 1969, in una pausa d'allenamento, assieme al collega Roberto Anzolin.

Nel 1968, ormai trentacinquenne, si trasferì alla Juventus, dove chiuse la carriera in Serie A facendo da secondo a Roberto Anzolin, di cinque anni più giovane. Giocò la sua ultima stagione in Serie D, all'Unione Valdinievole, per poi abbandonare nel 1970.

#### Nazionale
Arrivò in Nazionale il 29 novembre 1959, contro l'Ungheria, vestendo poi la maglia azzurra in otto partite.
Nel 1967 fece parte della selezione del Resto del Mondo che affrontò la nazionale spagnola, per celebrare il 65º compleanno del portiere Ricardo Zamora. La formazione FIFA vinse 3-0 e ne fecero parte altri quattro italiani: Tarcisio Burgnich, Gianni Rivera, Sandro Mazzola e Mario Corso. Fu il terzo portiere italiano a essere convocato dalla FIFA: prima di lui lo erano stati Aldo Olivieri negli anni quaranta e Lorenzo Buffon negli anni cinquanta; in seguito lo saranno Dino Zoff, Walter Zenga, Gianluca Pagliuca e Gianluigi Buffon.

### Allenatore
Dopo il ritiro dalla carriera agonistica, assunse per qualche mese la guida della Lucchese.

## Statistiche

### Presenze e reti nei club
| Stagione          | Squadra           | Campionato        | Campionato | Campionato | Coppe nazionali | Coppe nazionali | Coppe nazionali | Coppe continentali | Coppe continentali | Coppe continentali | Altre coppe | Altre coppe | Altre coppe | Totale | Totale |
| Stagione          | Squadra           | Comp              | Pres       | Reti       | Comp            | Pres            | Reti            | Comp               | Pres               | Reti               | Comp        | Pres        | Reti        | Pres   | Reti   |
| ----------------- | ----------------- | ----------------- | ---------- | ---------- | --------------- | --------------- | --------------- | ------------------ | ------------------ | ------------------ | ----------- | ----------- | ----------- | ------ | ------ |
| 1954-1955         | Fiorentina        | A                 | 4          | -6         | -               | -               | -               | -                  | -                  | -                  | -           | -           | -           | 4      | -6     |
| 1955-1956         | Fiorentina        | A                 | 25         | -16        | -               | -               | -               | -                  | -                  | -                  | -           | -           | -           | 25     | -16    |
| 1956-1957         | Fiorentina        | A                 | 22         | -25        | -               | -               | -               | CC                 | 4                  | -3                 | -           | -           | -           | 26     | -28    |
| 1957-1958         | Fiorentina        | A                 | 29         | -27        | CI              | 4               | -4              | -                  | -                  | -                  | -           | -           | -           | 33     | -31    |
| 1958-1959         | Fiorentina        | A                 | 29         | -30        | CI              | 2               | -4              | -                  | -                  | -                  | -           | -           | -           | 31     | -34    |
| 1959-1960         | Fiorentina        | A                 | 34         | -31        | CI              | 4               | -7              | -                  | -                  | -                  | -           | -           | -           | 38     | -38    |
| 1960-1961         | Fiorentina        | A                 | 21         | -22        | CI              | 1               | -4              | CdC                | 1                  | -2                 | -           | -           | -           | 23     | -28    |
| 1961-1962         | Fiorentina        | A                 | 30         | -29        | CI              | 1               | -4              | CdC                | 2                  | -1                 | CM          | 6           | -10         | 39     | -44    |
| 1962-1963         | Fiorentina        | A                 | 26         | -20        | CI              | 1               | 0               | -                  | -                  | -                  | -           | -           | -           | 27     | -20    |
| Totale Fiorentina | Totale Fiorentina | Totale Fiorentina | 220        | -206       |                 | 13              | -23             |                    | 7                  | -6                 |             | 6           | -10         | 246    | -245   |
| 1963-1964         | Inter             | A                 | 30+1       | -21 + -2   | CI              | 0               | 0               | CC                 | 9                  | -5                 | -           | -           | -           | 40     | -28    |
| 1964-1965         | Inter             | A                 | 25         | -19        | CI              | 3               | -6              | CC                 | 7                  | -5                 | CInt        | 3           | -1          | 38     | -31    |
| 1965-1966         | Inter             | A                 | 32         | -27        | CI              | 1               | -2              | CC                 | 6                  | -5                 | CInt        | 2           | 0           | 41     | -34    |
| 1966-1967         | Inter             | A                 | 31         | -21        | CI              | 0               | 0               | CC                 | 10                 | -5                 | -           | -           | -           | 41     | -26    |
| 1967-1968         | Inter             | A                 | 29         | -34        | CI              | 9               | -12             | -                  | -                  | -                  | -           | -           | -           | 38     | 46     |
| Totale Inter      | Totale Inter      | Totale Inter      | 147+1      | -122 + -2  |                 | 13              | -20             |                    | 32                 | -20                |             | 5           | -1          | 198    | -165   |
| 1968-1969         | Juventus          | A                 | 10         | -10        | CI              | 1               | 0               | CdF                | 0                  | 0                  | -           | -           | -           | 11     | -10    |
| Totale carriera   | Totale carriera   | Totale carriera   | 377+1      | -338 + -2  |                 | 27              | -43             |                    | 39                 | -26                |             | 11          | -11         | 455    | -420   |

### Cronologia presenze e reti in nazionale
| Cronologia completa delle presenze e delle reti in nazionale ― Italia | Cronologia completa delle presenze e delle reti in nazionale ― Italia | Cronologia completa delle presenze e delle reti in nazionale ― Italia | Cronologia completa delle presenze e delle reti in nazionale ― Italia | Cronologia completa delle presenze e delle reti in nazionale ― Italia | Cronologia completa delle presenze e delle reti in nazionale ― Italia | Cronologia completa delle presenze e delle reti in nazionale ― Italia | Cronologia completa delle presenze e delle reti in nazionale ― Italia |
| Data                                                                  | Città                                                                 | In casa                                                               | Risultato                                                             | Ospiti                                                                | Competizione                                                          | Reti                                                                  | Note                                                                  |
| --------------------------------------------------------------------- | --------------------------------------------------------------------- | --------------------------------------------------------------------- | --------------------------------------------------------------------- | --------------------------------------------------------------------- | --------------------------------------------------------------------- | --------------------------------------------------------------------- | --------------------------------------------------------------------- |
| 29-11-1959                                                            | Firenze                                                               | Italia                                                                | 1 – 1                                                                 | Ungheria                                                              | Coppa Internazionale                                                  | -1                                                                    | 48’                                                                   |
| 10-11-1963                                                            | Roma                                                                  | Italia                                                                | 1 – 1                                                                 | Unione Sovietica                                                      | Qual. Euro 1964                                                       | -1                                                                    |                                                                       |
| 14-12-1963                                                            | Torino                                                                | Italia                                                                | 1 – 0                                                                 | Austria                                                               | Amichevole                                                            | -                                                                     |                                                                       |
| 4-11-1964                                                             | Genova                                                                | Italia                                                                | 6 – 1                                                                 | Finlandia                                                             | Qual. Mondiali 1966                                                   | -1                                                                    |                                                                       |
| 1-11-1966                                                             | Milano                                                                | Italia                                                                | 1 – 0                                                                 | Unione Sovietica                                                      | Amichevole                                                            | -                                                                     |                                                                       |
| 26-11-1966                                                            | Napoli                                                                | Italia                                                                | 3 – 1                                                                 | Romania                                                               | Qual. Euro 1968                                                       | -1                                                                    |                                                                       |
| 22-3-1967                                                             | Nicosia                                                               | Cipro                                                                 | 0 – 2                                                                 | Italia                                                                | Qual. Euro 1968                                                       | -                                                                     |                                                                       |
| 27-3-1967                                                             | Roma                                                                  | Italia                                                                | 1 – 1                                                                 | Portogallo                                                            | Amichevole                                                            | -1                                                                    |                                                                       |
| Totale                                                                |                                                                       | Presenze                                                              | 8                                                                     |                                                                       | Reti                                                                  | -5                                                                    |                                                                       |

## Palmarès

### Club

#### Competizioni nazionali
- Campionato italiano: 3

Fiorentina: 1955-1956
Inter: 1964-1965, 1965-1966
- Coppa Italia: 1

Fiorentina: 1960-1961

#### Competizioni internazionali
- Coppa Grasshoppers: 1

Fiorentina: 1952-1957
- Coppa delle Coppe: 1

Fiorentina: 1960-1961
- Coppa dei Campioni: 2

Inter: 1963-1964, 1964-1965
- Coppa Intercontinentale: 2

Inter: 1964, 1965